# Beata Cholewińska
Beata Cholewińska – dziennikarka, prezenterka telewizyjna, tłumacz języka włoskiego; jedna z prowadzących program Nowy Dzień na antenie Polsat News (od 8 września 2012).

## Życiorys
Karierę w mediach rozpoczęła w 2003 roku. Drużyna kolarska CCC Polsat brała wówczas udział w wyścigu Giro d’Italia. Szef jej męża, usłyszawszy, że jego żona doskonale zna język włoski, zwrócił się do niej propozycją wyjazdu do Włoch razem ekipą reporterską Telewizji Polsat, którą przyjęła. Jako jedynej dziennikarce spoza Włoch udało się jej wtedy przeprowadzić wywiad z ówczesnym mistrzem świata w kolarstwie szosowym Mario Cipollinim. Niedługo po tym otrzymała propozycję pracy w Telewizji Polsat. Początkowo jako regionalna reporterka dostarczała lokalne informacje, następnie przez półtora roku prowadziła program reporterski Interwencja (razem z Jarosławem Kulczyckim), aby przejść do redakcji sportowej. Ostatecznie została prezenterką programu informacyjnego Nowy Dzień.

## Życie prywatne
Jej były mąż, Marcin Cholewiński, do czerwca 2018 roku był szefem kanału informacyjno-publicystycznego Polsat News. Beata Cholewińska czynnie uprawia sport; jej b. mąż przez wiele lat zawodowo grał w piłkę nożną.